# Bribir, Vinodolska
Bribir je naselje na Hrvaškem, ki upravno spada pod občino Vinodolska; le-ta pa spada pod Primorsko-goransko županijo.
Nselje leži nad Vinodolsko dolino, na okoli 150 m visokem griču Glavica, 6 km severozahodno od Novega Vinodolskega. Prvič se omenja v Vinodolskem zakoniku leta 1288 kot eno od utrjenih mest, ki so bila v lasti Frankopanov. Obdano je bilo z obrambnim zidom in obrambnimi stolpi, kar vse je bilo v 19. stoletju porušeno. Znotraj obzidja je stal grad, ki so ga postavili Frankopani, od katerega pa se je do danes ohranil le štirikotni stolp postavljen leta 1307. Ob stolpu stoji kip Josipa Pančića, prvega predsednika Srbske kraljeve akademije. V prvi polovici 15. stoletja je bil Bribir v lasti Celjskih grofov, potem vse do 16. stoletja del frankopanskih posesti, od 16. stoletja do leta 1671 pa posest rodbine Zrinskih. Bribirsko zemljiško gospostvo je bilo ukinjeno leta 1848. Baročna župnijska cerkev je bila postavljena leta 1740 na mestu, kjer je prej stala starejša cerkev, na katero spominja napis v glagolici iz leta 1524. V cerkvi so slike italijanskega slikarja Jacopa Palme (1480—1528) in Mateja Brodnika, ki jih je naslikal leta 1842.

## Demografija
| Pregled števila prebivalcev po letih | Pregled števila prebivalcev po letih | Pregled števila prebivalcev po letih | Pregled števila prebivalcev po letih | Pregled števila prebivalcev po letih | Pregled števila prebivalcev po letih | Pregled števila prebivalcev po letih | Pregled števila prebivalcev po letih | Pregled števila prebivalcev po letih | Pregled števila prebivalcev po letih | Pregled števila prebivalcev po letih | Pregled števila prebivalcev po letih | Pregled števila prebivalcev po letih | Pregled števila prebivalcev po letih | Pregled števila prebivalcev po letih |
| ------------------------------------ | ------------------------------------ | ------------------------------------ | ------------------------------------ | ------------------------------------ | ------------------------------------ | ------------------------------------ | ------------------------------------ | ------------------------------------ | ------------------------------------ | ------------------------------------ | ------------------------------------ | ------------------------------------ | ------------------------------------ | ------------------------------------ |
| 1857                                 | 1869                                 | 1880                                 | 1890                                 | 1900                                 | 1910                                 | 1921                                 | 1931                                 | 1948                                 | 1953                                 | 1961                                 | 1971                                 | 1981                                 | 1991                                 | 2001                                 |
| 4155                                 | 4150                                 | 4314                                 | 4183                                 | 4165                                 | 3771                                 | 3516                                 | 2875                                 | 1845                                 | 1846                                 | 1854                                 | 1915                                 | 1800                                 | 1728                                 | 1753                                 |